# Verbindungsnetzbetreiberkennzahl
Die Verbindungsnetzbetreiberkennzahl (VNBKZ), in der Schweiz englisch Carrier Selection Code (CSC), dient zum Führen von Telefongesprächen über eine alternative Telefongesellschaft, einem sogenannten Verbindungsnetzbetreiber (VNB) im Call-by-Call-Verfahren.

## Deutschland
Die VNBKZ, dort auch Call-by-Call-Vorwahl, Vorvorwahl oder landläufig Sparvorwahl genannt,  hat den Aufbau 010xy bzw. 0100yy, wobei x für eine Ziffer von 1 bis 9 und y für eine Ziffer von 0 bis 9 steht. Diese Kennzahl muss einer Rufnummer vorangestellt werden, dabei muss bei Fern- oder Auslandsgesprächen die Vorwahl (Ortsnetzkennzahl, respektive Landesvorwahl) mitgewählt werden. Bei Ortsgesprächen mit gleicher Vorwahl muss diese nicht zwingend mitgewählt werden.
Wird keine VNBKZ gewählt, tritt automatisch die in der Ortsvermittlungsstelle voreingestellte Preselection in Kraft, welche für Orts- und Ferngespräche getrennt beauftragt werden kann. Ohne expliziten Auftrag ist der Betreiber des Anschlusses voreingestellt. Durch Anwahl der Testrufnummern 031-0 (Fernverbindungen) und 031-1 (Ortsverbindungen) kann geprüft werden, über welchen Verbindungsnetzbetreiber die Gespräche vermittelt und berechnet werden.
Die Bundesnetzagentur (BNetzA) verwaltet die Kennzahlen und teilt sie fest einem Verbindungsnetzbetreiber oder Teilnehmernetzbetreiber zu.

## Schweiz
Ein fünfstelliger Code, der mit 107xy oder 108xy beginnt, ermöglicht, nationale und internationale Verbindungen über das Netz eines bestimmten Anbieters laufen zu lassen und zwar automatisch (Preselection) oder manuell (Call-by-Call). Der CSC für Swisscom ist beispielsweise 10741, der für Sunrise Communications 10707 usw. Der Name des aktuell genutzten Anbieters (Preselection) kann mit der Nummer 0868 868 868 ermittelt werden.